# 怪獣の家
『怪獣の家』（かいじゅうのいえ）は、星里もちるによる日本の漫画作品。小学館発行の漫画雑誌『ビッグコミックスペリオール』2005年第2号から第22号に連載された。星里もちるの定番となった押しかけ同居ものの住宅コメディである。

## あらすじ
家を売りたいと思っていた主人公・福田智則のもとに映画監督の油谷が現れる。撮影中の怪獣映画「ガルル対メカガルシャ」の劇中で破壊される家のモデルとして福田の家を使いたいというのだ。福田は快く引き受けたのだが怪獣映画が好きで怪獣に壊される家に住みたかったという湯浅小雨と、「ガルル対メカガルシャ」に出演するため、この家に住んで役作りをしたいという女優の金子由希が押しかけてきて同居することになってしまう。
一軒家に独りで住んでいる福田。福田の妹、容子は金子と同級生だったのだが姿が見当たらない。何か訳がありそうな福田だが…。

## 単行本
- 第1巻 2006年1月1日発行 ISBN 4091861075
- 第2巻 2006年1月1日発行 ISBN 4091861083